# En coma (cuento)
En coma es un cuento del escritor de Iquitos (Perú) Percy Meza y es el primer cuento de la colección homónima. Fue estrenada el 16 de mayo de 2009 en el DiariodeIQT.com en formato eBook.

## Análisis estructural
En Coma cuenta con una estructura paulatina, emotiva y llena de algunos lunares. Sin embargo, la trama es muy creativa, aunque se basa en una situación popular como un accidente imprevisto.

### El narrador
Esta narrado en una perspectiva de primera persona, como una puesta en abismo. A lo largo del cuento, el protagonista es un tipo de testigo que da al lector un campo de visión ficticia de lo que sería más allá de la muerte.

### Personajes
1. Pepé Lozano: Postulante a la universidad, nervioso y tendría rasgos autobiográficos del autor. Víctima del accidente imprevisto.
2. La Muerte: Un típico personaje oscuro y tenebroso. La actitud de este personaje es matar o atrapar a las almas que pueda, mientras que lo que logran escapar quedan vagando o son devueltos a sus cuerpos por algún método de resucitación como desfibrilador.
3. Lucía: personaje tímido, valiente. Víctima del accidente imprevisto.

### Marco temporal
El cuento está situado en una evidente época contemporánea, por la presencia de diferentes instrumentos y algunos escenarios completamente industriales y comerciales como la popular calle Próspero de Iquitos. Aunque no se sabe el detalle de la fecha temporal, es escéptico de que el accidente sucedería espontáneamente, es decir, suceder en la fecha que el autor escribió de manera ficticia.